# Banana Cavendish
La variedad de banana o plátano Cavendish se refiere a varios cultivares de banana que pertenecen al grupo de cultivares de banana AAA. Es una de las variedades de banana más famosa y cultivada. De hecho, se estima que el 99% de las exportaciones de banana son de tipo Cavendish. Desde 2016, se considera al cultivar Cavendish en peligro por la extensión de la enfermedad de Panamá, que ya hizo desaparecer a la predecesora de la Cavendish, la banana Gros Michel. El mismo término también se usa para describir las plantas en las que crecen los plátanos.
Incluyen cultivares comercialmente importantes como Dwarf Cavendish (1888) y Grand Nain («la banana Chiquita»). Desde la década de 1950, estos cultivares han sido los plátanos más comercializados internacionalmente. Reemplazaron la banana Gros Michel (comúnmente conocido como Kampala en Kenia y Bogoya en Uganda) después de que fuese devastado por la enfermedad de Panamá.

## Historia de su cultivo

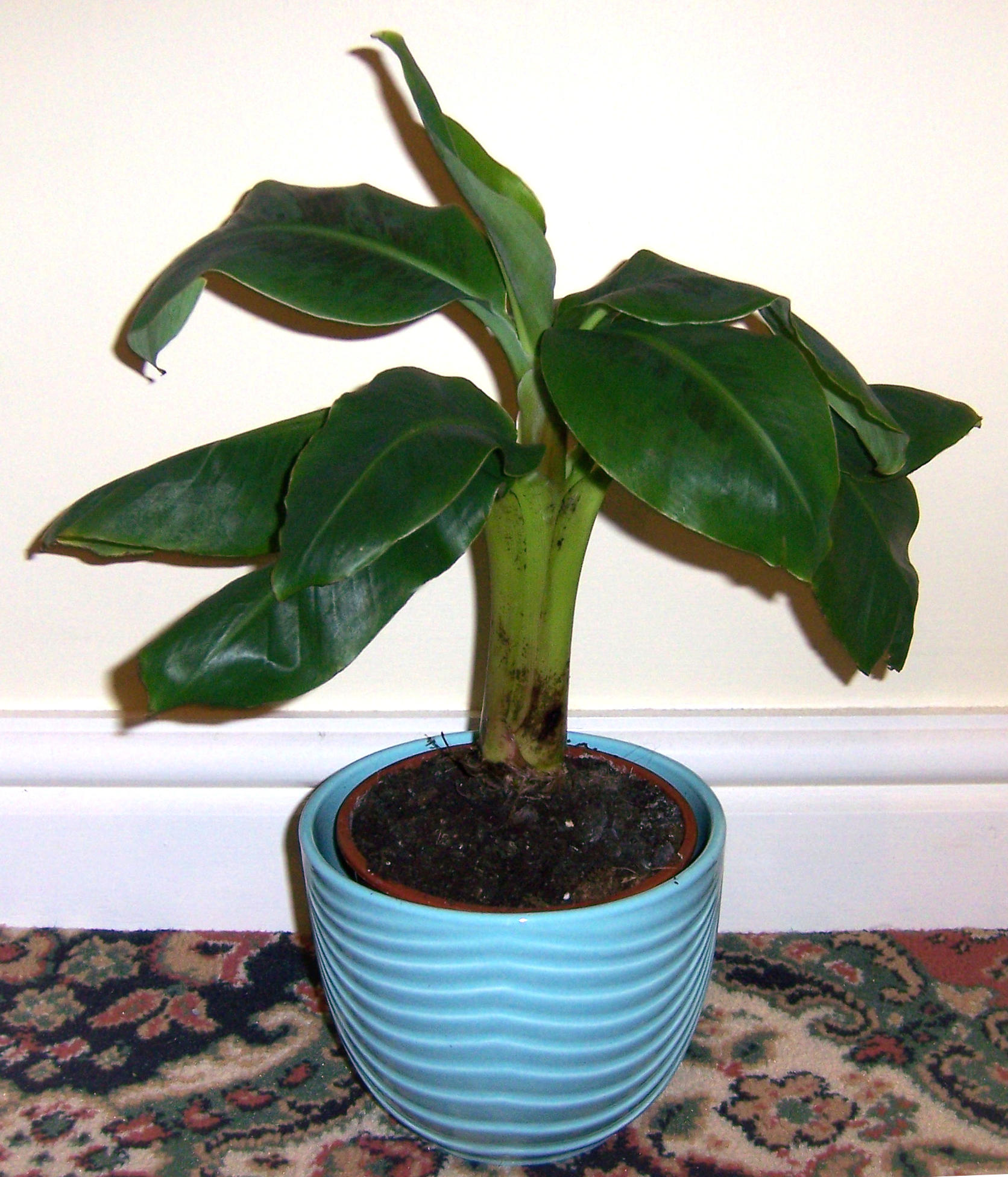
Cultivar Super Dwarf Cavendish.

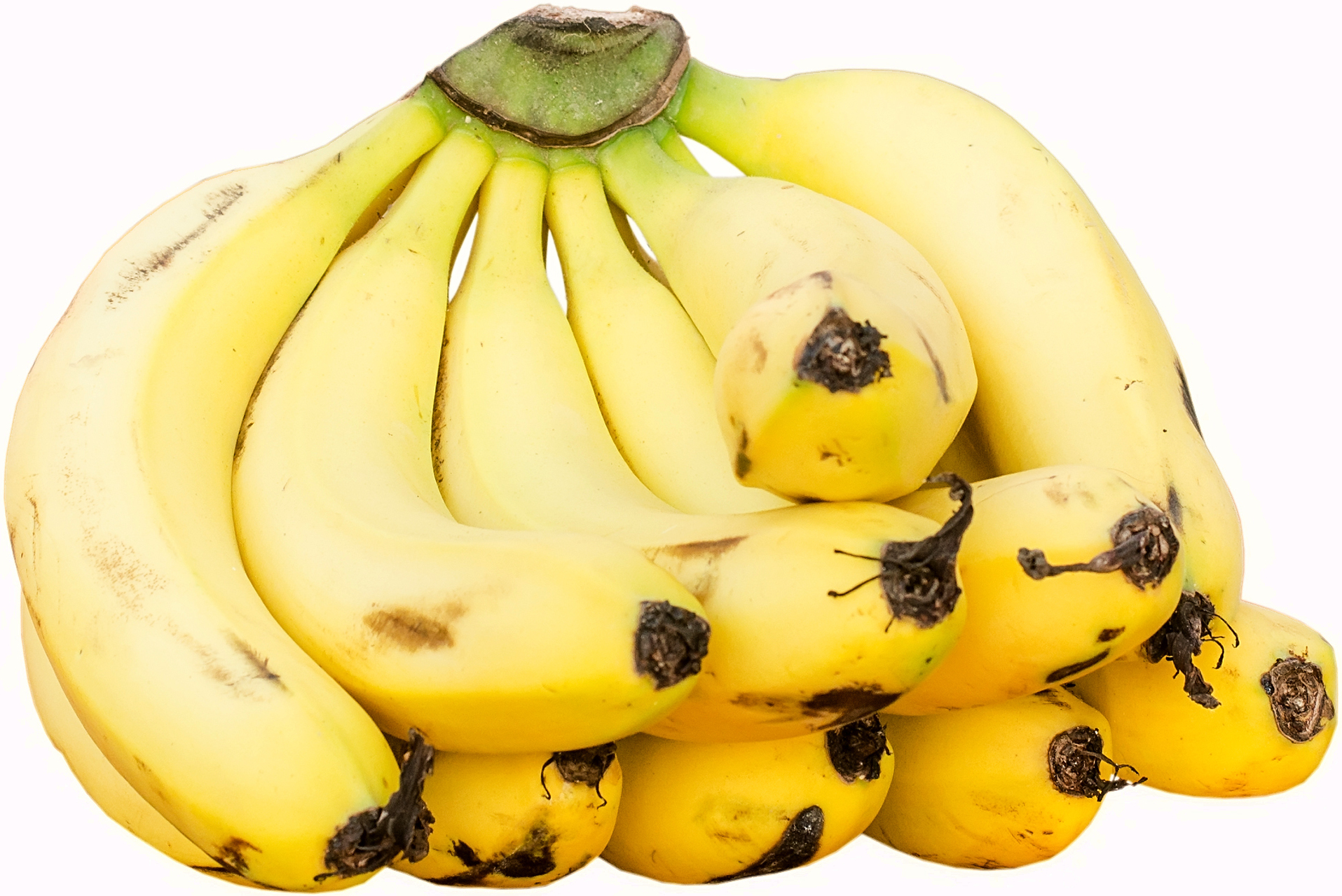
Racimo de bananas Cavendish.

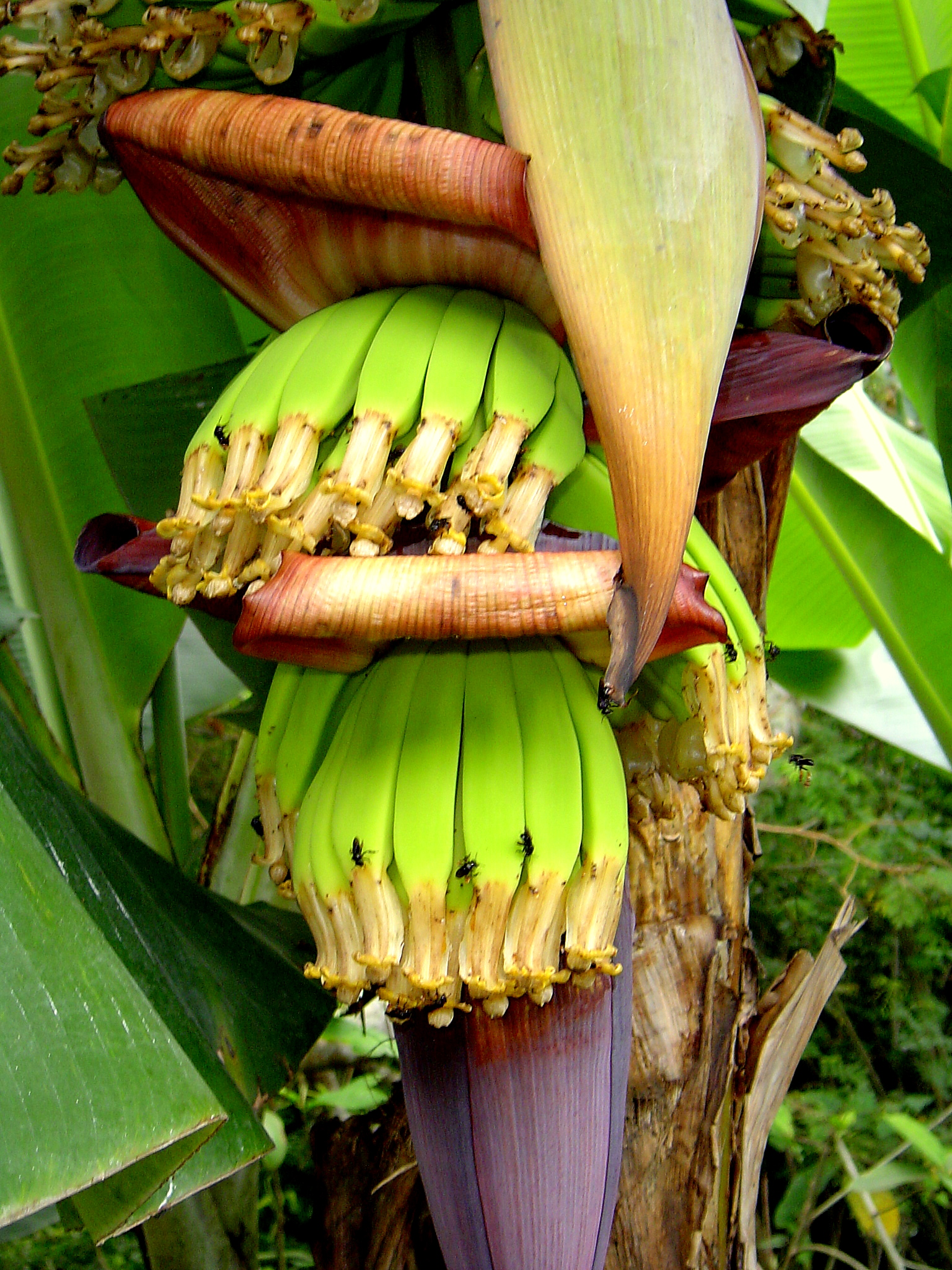
Banano con frutos Cavendish en desarrollo.

Los plátanos Cavendish llevan el nombre de Guillermo Jorge Spencer Cavendish, sexto duque de Devonshire. Aunque no fueron los primeros especímenes de banano conocidos en Europa, alrededor de 1834 Cavendish recibió un envío de bananos (de Mauricio) por cortesía del capellán de Alton Towers (entonces la sede de los Condes de Shrewsbury). Su jardinero jefe y amigo, Joseph Paxton, los cultivó en los invernaderos de Chatsworth House. Las plantas fueron descritas botánicamente por Paxton como Musa cavendishii por el duque. Por su trabajo, Paxton ganó una medalla en el espectáculo de la Real Sociedad de Horticultura.
Las bananas de Chatsworth fueron enviadas a varios lugares en el Pacífico alrededor de la década de 1850. Se cree que algunos de ellos pueden haber terminado en las Islas Canarias, aunque otros autores creen que los plátanos en las Islas Canarias habían estado allí desde el siglo XV y habían sido introducidos por otros medios, es decir, por los primeros exploradores portugueses que los obtuvieron de África occidental y luego fueron responsables de difundirlos al Caribe. Los plátanos africanos a su vez fueron introducidos desde el sudeste asiático en Madagascar por los primeros marineros austronesios. En 1888, los plátanos de las Islas Canarias fueron importados a Inglaterra por Thomas Fyffe. Ahora se sabe que estas bananas pertenecen al cultivar «Cavendish enano» (Dwarf Cavendish).
Las bananas Cavendish entraron en la producción comercial en masa en 1903, pero no ganaron importancia hasta más tarde cuando la enfermedad de Panamá atacó la variedad dominante Gros Michel (Big Mike) en la década de 1950. Debido a que se cultivaron con éxito en los mismos suelos que las plantas de Gros Michel afectadas anteriormente, muchos asumieron que los cultivares Cavendish eran más resistentes a la enfermedad de Panamá. Contrariamente a esta noción, a mediados de 2008, los informes de Sumatra y Malasia sugirieron que la enfermedad de Panamá había comenzado a atacar a los cultivares Cavendish.
Después de años de intentar mantenerlo fuera de las Américas, a mediados de 2019, se descubrió la enfermedad de Panamá Tropical Race 4 (TR4) en granjas bananeras en la región costera del Caribe. Sin un fungicida efectivo contra TR4, el Cavendish puede enfrentar el mismo destino que el Gros Michel.

## Taxonomía y nomenclatura
Los plátanos Cavendish son un subgrupo de cultivares del grupo triploide (AAA) de Musa acuminata.
Los cultivares Cavendish se distinguen por la altura de la planta y las características de los frutos, y los diferentes cultivares pueden ser reconocidos como distintos por diferentes autoridades. Los clones más importantes para la producción de frutas incluyen: Dwarf Cavendish, Grande Naine, Lacatan (bungulan), Poyo, Valéry y Williams bajo un sistema de clasificación de cultivares. Otra clasificación incluye: Double, Dwarf Cavendish, Extra Dwarf Cavendish, Grande Naine, Pisang Masak Hijau (sin. Lacatan) y Giant Cavendish como un grupo de varios cultivares difíciles de distinguir (incluidos Poyo, Robusta, Valéry y Williams). Grande Naine es el clon más importante en el comercio internacional, mientras que Dwarf Cavendish es el clon más cultivado. Grande Naine también se conoce como «banana Chiquita».

## Usos
Las bananas Cavendish representaron el 47% de la producción mundial de bananas entre 1998 y 2000, y la gran mayoría de las bananas ingresaron al comercio internacional.
Las frutas de los plátanos Cavendish se comen crudas, se usan para hornear, ensaladas de frutas, compotas de frutas y para complementar los alimentos. La piel externa es parcialmente verde cuando los plátanos se venden en los mercados de alimentos, y se vuelve amarilla cuando la fruta madura. A medida que madura, el almidón se convierte en azúcares y hace que la fruta sea dulce. Cuando alcanza su etapa final (etapa 7), se desarrollan «manchas de azúcar» marrón/negro. Cuando está demasiado maduro, la piel se vuelve negra y la carne se vuelve blanda.
Los plátanos maduran naturalmente o mediante un proceso inducido. Una vez recogidos, pueden volverse amarillos por sí solos, siempre que estén completamente maduros para el momento de la cosecha, o pueden estar expuestos al gas etileno para inducir la maduración. Las bananas que se vuelven amarillas emiten etileno natural que se caracteriza por la emisión de ésteres perfumados dulces. La mayoría de los minoristas venden bananas en las etapas 3–6, siendo la etapa 5–7 la más ideal para el consumo inmediato. Los PLU utilizados para las bananas Cavendish son 4011 (amarillo) y 4186 (amarillo pequeño). A los plátanos Cavendish orgánicos se les asigna PLU 94011.
Debido a su forma fálica, a veces se usan en clases de educación sexual para demostrar el uso correcto de un condón.

## Enfermedades
Las bananas cultivadas son partenocárpicas y se reproducen a través de la reproducción vegetativa convencional en lugar de a través de la reproducción sexual. El desarrollo de resistencia a las enfermedades depende de las mutaciones que ocurren en las unidades de propagación y, por lo tanto, evoluciona más lentamente que en los cultivos propagados por semillas. Por lo tanto, el desarrollo de variedades resistentes ha sido la única alternativa para proteger los árboles frutales de enfermedades tropicales y subtropicales como la marchitez bacteriana y la fusiariosis, comúnmente conocida como enfermedad de Panamá.